# Trichotosia
Trichotosia is een geslacht met 50 tot 78 soorten orchideeën uit de onderfamilie Epidendroideae.
Het zijn epifytische orchideeën met opvallend behaarde bladeren uit tropisch India, Zuidoost-Azië en Nieuw-Guinea.

## Naamgeving enetymologie
- Synoniem: Pinalia Buch.-Ham. ex D.Don (1826)

De botanische naam Trichotosia is afkomstig van het Oudgriekse τριχωτός, trichōtos (behaard), wat betrekking heeft op de opvallend behaarde bladeren.

## Kenmerken
Trichotosia-soorten zijn kleine tot grote, epifytische planten, met kruipende wortelstokken, een sympodiale groeiwijze, platte, meestal opvallend behaarde bladeren en eveneens behaarde bladscheden en een zijstandige bloeiwijze met één of enkele bloemen.

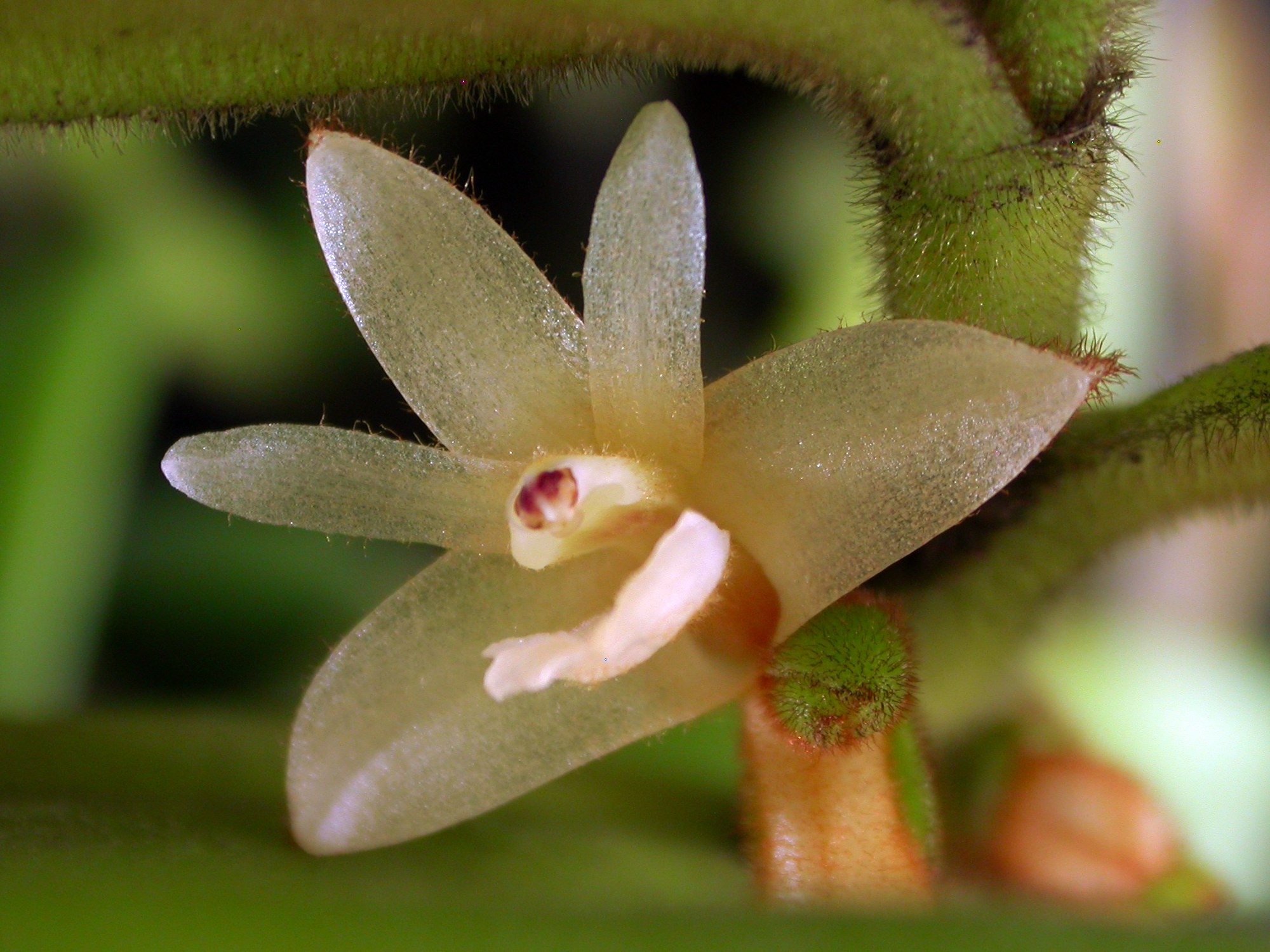
Trichotosia velutina, detail bloem

De kleine tot middelgrote bloemen zijn dikwijls onvolledig geopend. De kelkbladen zijn aan de buitenzijde meestal rood of roodbruin en behaard, aan de binnenzijde lichter van kleur en glad. De laterale kelkbladen vormen een mentum met de voet van het gynostemium. De lip is één- of drielobbig en bezit dikwijls een callus. Het gynostemium bezit een duidelijk voet en een meeldraad met acht pollinia.

## Habitaten verspreiding
Trichotosia-soorten groeien in schaduwrijke, vochtige montane regenwouden, voornamelijk in India, het Himalaya-gebergte, Zuidoost-Azië, Nieuw-Guinea en Polynesië.

## Taxonomie
Het geslacht telt naargelang de opvatting van de auteur 50 tot 78 soorten en is nauw verwant aan Eria, het zustergeslacht. De typesoort is Trichotosia ferox.

### Soortenlijst
- Trichotosia annulata  Blume (1825)
- Trichotosia aporina  (Hook.f.) Kraenzl. (1911)
- Trichotosia atroferruginea  (Schltr.) P.F.Hunt (1970)
- Trichotosia aurea  (Ridl.) Carr (1935)
- Trichotosia barbarossa  (Rchb.f.) Kraenzl. (1911)
- Trichotosia brachiata  (J.J.Sm.) P.F.Hunt (1971)
- Trichotosia brachybotrya  (Schltr.) W.Kittr. (1984)
- Trichotosia bracteata  (Schltr.) P.F.Hunt (1970)
- Trichotosia breviflora  (Schltr.) Kraenzl (1911)
- Trichotosia brevipedunculata  (Ames & C.Schweinf.) J.J.Wood in J.J.Wood & al. (1993)
- Trichotosia brevirachis  (J.J.Sm.) J.J.Wood (1994)
- Trichotosia buruensis  (J.J.Sm.) S.Thomas (2002)
- Trichotosia calvescens  Ridl. (1926)
- Trichotosia canaliculata  (Blume) Kraenzl (1911)
- Trichotosia collina  (Schltr.) P.F.Hunt (1970)
- Trichotosia conifera  (J.J.Sm.) J.J.Wood (1994)
- Trichotosia dalatensis  (Gagnep.) Seidenf. (1982)
- Trichotosia dasyphylla  (C.S.P.Parish & Rchb.f.) Kraenzl (1911)
- Trichotosia dongfangensis  X.H.Jin & L.P.Siu (2004)
- Trichotosia ediensis  (J.J.Sm.) P.F.Hunt (1971)
- Trichotosia ferox  Blume (1825)
- Trichotosia flexuosa  (J.J.Sm.) P.F.Hunt (1971)
- Trichotosia fractiflexa  (Schltr.) P.F.Hunt (1971)
- Trichotosia fusca  (Blume) Kraenzl (1911)
- Trichotosia gautierensis  (J.J.Sm.) P.F.Hunt (1971)
- Trichotosia gjellerupii  W.Kittr. 1985)
- Trichotosia glabrifolia  (J.J.Sm.) S.Thomas (2002)
- Trichotosia gowana  (Schltr.) S.Thomas (2002)
- Trichotosia gracilis  (Hook.f.) Kraenzl (1911)
- Trichotosia hapalostachys  (Schltr.) W.Kittr. 1985)
- Trichotosia hirsutipetala  (Ames) Schuit. & de Vogel (2003)
- Trichotosia hispidissima  (Ridl.) Kraenzl (1911)
- Trichotosia hypophaea  (Schltr.) P.F.Hunt (1971)
- Trichotosia indragiriensis  (Schltr.) Kraenzl (1911)
- Trichotosia integra  Ridl. (1917)
- Trichotosia iodantha  (Schltr.) P.F.Hunt (1970)
- Trichotosia jejuna  (J.J.Sm.) J.J.Wood (1994)
- Trichotosia katherinae  (A.D.Hawkes) P.F.Hunt (1971)
- Trichotosia klabatensis  (Schltr.) Kraenzl (1911)
- Trichotosia lacinulata  (J.J.Sm.) Carr (1935)
- Trichotosia lagunensis  (Ames) Schuit. & de Vogel (2003)
- Trichotosia latifolia  (Blume) Seidenf. (1982)
- Trichotosia latifrons  (J.J.Sm.) P.F.Hunt (1971)
- Trichotosia lawiensis  (J.J.Sm.) J.J.Wood (1994)
- Trichotosia leytensis  (Ames) Schuit. & de Vogel (2003)
- Trichotosia longissima  Kraenzl. (1910)
- Trichotosia malleimentum  (J.J.Sm.) S.Thomas (2002)
- Trichotosia mansfeldiana  (J.J.Sm.) P.F.Hunt (1971)
- Trichotosia mcgregorii  (Ames) Schuit. & de Vogel (2003)
- Trichotosia microbambusa  Kraenzl. (1910)
- Trichotosia microphylla  Blume (1825)
- Trichotosia mollicaulis  (Ames & C.Schweinf.) J.J.Wood in J.J.Wood & al. (1993)
- Trichotosia molliflora  (Schltr.) P.F.Hunt (1971)
- Trichotosia mollis  (Schltr.) Kraenzl (1911)
- Trichotosia odoardii  Kraenzl. (1910)
- Trichotosia oreodoxa  (Schltr.) P.F.Hunt (1970)
- Trichotosia paludosa  (J.J.Sm.) Kraenzl (1911)
- Trichotosia pauciflora  Blume (1825)
- Trichotosia pensilis  (Ridl.) Kraenzl (1911)
- Trichotosia phaeotricha  (Schltr.) Kraenzl (1911)
- Trichotosia pilosissima  (Rolfe) J.J.Wood (1993)
- Trichotosia poculata  (Ridl.) Kraenzl (1911)
- Trichotosia pulvinata  (Lindl.) Kraenzl (1911)
- Trichotosia rotundifolia  (Ridl.) Kraenzl (1911)
- Trichotosia rubiginosa  (Blume) Kraenzl (1911)
- Trichotosia rufa  (Schltr.) P.F.Hunt (1970)
- Trichotosia sarawakensis  Carr (1935)
- Trichotosia spathulata  (J.J.Sm.) Kraenzl (1911)
- Trichotosia subsessilis  (Schltr.) P.F.Hunt (1971)
- Trichotosia teysmannii  (J.J.Sm.) Kraenzl (1911)
- Trichotosia thomsenii  (J.J.Sm.) P.F.Hunt (1971)
- Trichotosia unguiculata  (J.J.Sm.) Kraenzl (1911)
- Trichotosia uniflora  (J.J.Wood) Schuit. & J.J.Wood (2001)
- Trichotosia vanikorensis  (Ames) P.J.Cribb & B.A.Lewis (1991)
- Trichotosia velutina  (Lodd. ex Lindl.) Kraenzl (1911)
- Trichotosia vestita  (Wall. ex Lindl.) Kraenzl (1911)
- Trichotosia vulpina  (Rchb.f.) Kraenzl (1911)
- Trichotosia xanthotricha  (Schltr.) Kraenzl (1911)